# Vesele, Simferopol
Vesele (în ucraineană Веселе) este un sat în comuna Perove din raionul Simferopol, Republica Autonomă Crimeea, Ucraina.

## Demografie
Componența lingvistică a localității Vesele
     Rusă (49,46%)
     Ucraineană (26,09%)
     Tătară crimeeană (22,28%)
Conform recensământului din 2001, nu exista o limbă vorbită de majoritatea populației, aceasta fiind compusă din vorbitori de rusă (49,46%), ucraineană (26,09%) și tătară crimeeană (22,28%).